# Alison Leslie Gold
Alison Leslie Gold (n. 13 iulie 1945, New York City, New York, SUA) este o scriitoare americană cunoscută la nivel internațional și a cărei operă a fost tradusă în peste 20 de limbi străine. Ea a scris ficțiune literară, precum și cărți pentru tineri pe o gamă largă de subiecte, inclusiv alcoolismul și Holocaustul așa cum a fost experimentat de către tineri.

## Biografie
Alison Gold s-a născut pe 13 iulie 1945 în Brooklyn, New York, și a crescut în New York. A urmat studii la Universitatea din Carolina de Nord, Mexico City College și New School for Social Research din New York. În prezent, ea își împarte timpul între New York și o mică insulă din Grecia.
Alison Gold are trei frați: poetul Ted Greenwald, proprietara de motel  Nancy Greenwald și regizoarea de film Maggie Greenwald. Cumnatul ei, David Mansfield, este muzician și compozitor. Fiul ei, Thor Gold, este producător de film.

## Recunoașterea în calitate de cronicară a Holocaustului
Relația lui Alison Leslie Gold și sensibilitatea sa față de Holocaust au primit o recunoaștere specială. Ea este cunoscută în special ca autoare a cărții multipremiate și celebre pe plan internațional Anne Frank Remembered, scrisă împreună cu Miep Gies, cea care a ascuns-o pe Anne Frank și i-a salvat jurnalul. Miep Gies nu a dorit să-și spună povestea unui public mai larg, până când ea a fost convinsă de Alison Gold. Într-un mod similar, povestea Annei Frank și a prietenei sale din copilărie Hannah (Hanneli) Goslar, care a supraviețuit războiului, nu a fost niciodată complet dezvăluită înainte ca Alison Gold să o convingă pe Hannah să-i permită să scrie Memories of Anne Frank, Reflections of a Childhood Friend.
Printre cei care au recunoscut talentul lui Alison Gold de cronicar al experiențelor Holocaustului care nu au fost niciodată complet dezvăluite a fost Elie Wiesel, care a lăudat-o astfel: „Să-i recunoaștem meritele lui Alison Gold. Fără ea și talentul ei de convingere, de asemenea, fără talentul ei scriitoricesc, această relatare emoționantă,  vibrând de umanitate, nu ar fi fost scrisă”. Isaac Bashevis Singer a reflectat: „Scrisă frumos de o persoană căreia îi pasă cu adevărat de alte ființe umane. Stilul ei simplu hipnotizeaza cititorul. Recomand această carte tuturor oamenilor cărora le pasă de ceea ce se întâmplă în lume...” Simon Wiesenthal a declarat: „...eu sunt conștient de abilitatea literară remarcabilă a lui Alison Leslie Gold...." Rabinul Harold S. Kushner a scris: „...o carte frumoasă, un tribut emoționant adus curajului extraordinar de care oamenii obișnuiți sunt capabili”. Theodore M. Hesburgh, C.S.C., a scris: „Suntem profund îndatorați lui Miep Gies și lui Alison Leslie Gold pentru că ne-au adus o bucățică din eroismul zinic al celor care au refuzat să permită umbrelor lungi ale Holocaustului să ne atinge mințile și inimile”. Faiga Levine a scris: „Aceasta este o bucată importantă de istorie, precum și un document valoros de umanitate și curaj remarcabil – important mai ales acum, când revizioniștii încearcă din nou să nege că Holocaustul s-a întâmplat vreodată”.

## Cărți de non-ficțiune pentru adulți
- Anne Frank Remembered: The Story of the Woman Who Helped Hide the Frank Family (împreună cu Miep Gies), 1987 (ediție specială cu materiale noi, inclusiv fotografii noi, tipărită în 2009.)
- Fiet's Vase and Other Stories of Survival, Europe 1939-1945, 2003
- Love in the Second Act, True Stories of Romance, Midlife and Beyond, 2006
- The Potato Eater, 2015
- Found and Lost, Notting Hill Editions, Marea Britanie, October 2017

## Cărți de ficțiune pentru adulți
- Clairvoyant, the Imagined Life of Lucia Joyce, 1992
- The Devil's Mistress, the Story of the Woman Who Lived and Died with Hitler, 1997
- The Woman Who Brought Matisse Back from the Dead, 2014
- Not Not a Jew, 2016 (nuvelă)

## Cărți pentru tineri
- Memories of Anne Frank, Reflections of a Childhood Friend, 1997
- A Special Fate, Chiune Sugihara, Hero of the Holocaust, 2000
- Elephant in the Living Room (împreună cu Darin Elliott), 2014

## Alte publicații
- Kieu Chinh: Hanoi, Saigon, Hollywood, 1991 (împreună cu Nha Ca și Le Van)
- „Evil Will Always Lose”, în O, The Oprah Magazine, 2002
- Lost and Found, #12 in the Cahier Series, Paris/UK, 2012[13]
- Blogul scris de Gold de trei ori pe săptămână conține ocazional noi bucăți literare de ficțiune și non-ficțiune[14]

## Adaptări
- The Attic, ecranizare într-un film de televiziune a cărții Anne Frank Remembered, 1988[15]
- The Devil’s Mistress, spectacol de teatru pentru o singură femeie, 2007
- Mi Ricordo Anne Frank (“My Friend Anne Frank”), ecranizare într-un film italian de televiziune a cărții Memories of Anne Frank, Reflections of a Childhood Friend, 2009

## Traduceri ale cărților ei
- Anne Frank Remembered, tradusă în 23 de limbi străine, inlusiv chineză, japoneză și coreeană
- Memories of Anne Frank, Reflections of a Childhood Friend, tradusă în 22 de limbi străine
- The Devil’s Mistress, the Story of the Woman Who Lived and Died with Hitler, tradusă în greacă, maghiară și română
- Fiet’s Vase and Other Stories of Survival, Europe 1939-1945, tradusă în slovenă

## Premii și nominalizări
- Distincția Meritul Educațional, Anti-Defamation League, 1987 (Anne Frank Remembered)
- Cea mai bună dintre cele mai bune, American Library Association, 1987 (Anne Frank Remembered)
- Premiul Christopher, 1988 (Anne Frank Remembered)
- Premiul National Book, 1997 (The Devil’s Mistress)
- Premiul Pen West, 1997 (The Devil’s Mistress)
- Carte notabilă pentru copii, American Library Association, 1998 (Memories of Anne Frank, Reflections of a Childhood Friend)
- Carte notabilă pentru o societate globală, 2001 (A Special Fate)
- Premiul Casca de Aur pentru cea mai bună carte audio, 2009 (Anne Frank Remembered)